# Bjorn Kellerman
Bjorn Kellerman (Ede, 25 mei 1990) is een Nederlands hockeyer die uitkomt voor SV Kampong en het Nederlands elftal.
De aanvallende Kellerman begon zijn hockeyloopbaan bij HC Zeewolde. Via overgangsklasser Amersfoort kwam hij in de zomer van 2009 terecht in de hoofdklasse bij SCHC uit Bilthoven. Na drie seizoenen tekende Kellerman bij HC Rotterdam. Met die club werd hij in zijn eerste seizoen (2012/13) landskampioen. Kellerman heeft ook deel uitgemaakt van verschillende nationale jeugdselecties, Nederlands B, A en Jong Oranje.
Met HC Kampong behaalde Kellerman in 2015-2016 de EHL-titel in Spanje. In het seizoen 2016-2017 en 2017-2018 werd hij met HC Kampong landskampioen. 
In 2015 maakte hij deel uit van het Nederlands indoorelftal en behaalde goud op het wereldkampioenschap in Leipzig. Dit was de eerste keer dat Nederland wereldkampioen werd in de zaal. Kellerman was topscoorder van Oranje met 16 doelpunten.
Kellerman debuteerde in 2014 in de Nederlandse hockeyploeg en werd met Oranje Europees kampioen in 2017.